# Hairan le Bénéficiaire
 (avril 2023).
La mise en forme du texte ne suit pas les recommandations de Wikipédia : il faut le « wikifier ».
Les points d'amélioration suivants sont les cas les plus fréquents. Le détail des points à revoir est peut-être précisé sur la page de discussion.
- Les titres sont pré-formatés par le logiciel. Ils ne sont ni en capitales, ni en gras.
- Le texte ne doit pas être écrit en capitales (les noms de famille non plus), ni en gras, ni en italique, ni en « petit »…
- Le gras n'est utilisé que pour surligner le titre de l'article dans l'introduction, une seule fois.
- L'italique est rarement utilisé : mots en langue étrangère, titres d'œuvres, noms de bateaux, etc.
- Les citations ne sont pas en italique mais en corps de texte normal. Elles sont entourées par des guillemets français : « et ».
- Les listes à puces sont à éviter, des paragraphes rédigés étant largement préférés. Les tableaux sont à réserver à la présentation de données structurées (résultats, etc.).
- Les appels de note de bas de page (petits chiffres en exposant, introduits par l'outil «  Source ») sont à placer entre la fin de phrase et le point final[comme ça].
- Les liens internes (vers d'autres articles de Wikipédia) sont à choisir avec parcimonie. Créez des liens vers des articles approfondissant le sujet. Les termes génériques sans rapport avec le sujet sont à éviter, ainsi que les répétitions de liens vers un même terme.
- Les liens externes sont à placer uniquement dans une section « Liens externes », à la fin de l'article. Ces liens sont à choisir avec parcimonie suivant les règles définies. Si un lien sert de source à l'article, son insertion dans le texte est à faire par les notes de bas de page.
- La présentation des références doit suivre les conventions bibliographiques. Il est recommandé d'utiliser les modèles {{Ouvrage}}, {{Chapitre}}, {{Article}}, {{Lien web}} et/ou {{Bibliographie}}. Le mode d'édition visuel peut mettre en forme automatiquement les références.
- Insérer une infobox (cadre d'informations à droite) n'est pas obligatoire pour parachever la mise en page.

Pour une aide détaillée, merci de consulter Aide:Wikification.
Si vous pensez que ces points ont été résolus, vous pouvez retirer ce bandeau et améliorer la mise en forme d'un autre article.
Hairan le Bénéficiaire, ou Hairan le « Bénéficiaire », est une stèle funéraire palmyrénienne, datant du IIe siècle. Elle représente un homme ayant ses instruments de travail à la main. L'œuvre est exposée à l'Ermitage.

## Histoire

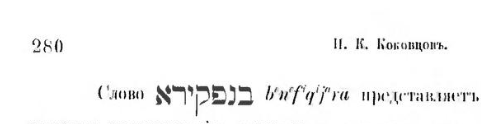
Passage de l'Hébreu dans le compte rendu du terme bénéficiaire

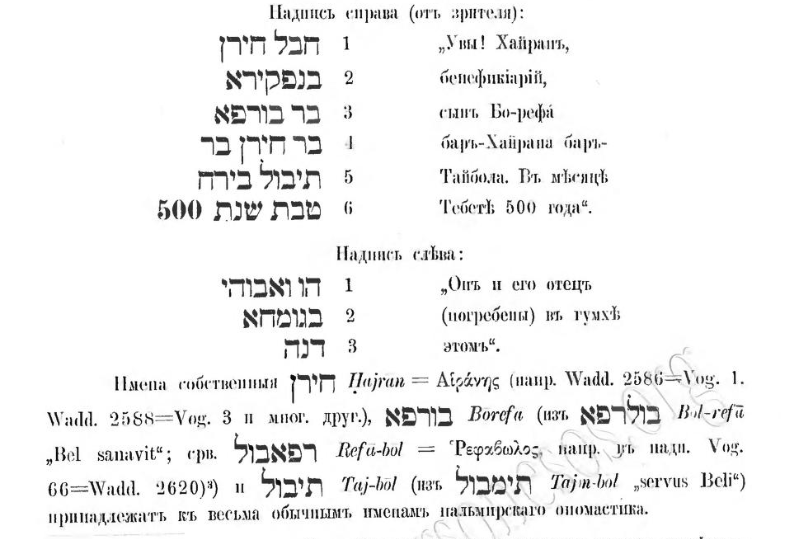
Texte de l'inscription traduite du palmyrénien en hébreu et de l'hébraïque en russe.

Ce buste est appelé Hairan le Bénéficiaire. Une équipe d’archéologue de l'institut russe de Constantinople et de Sofia ont exhumé à Palmyre le buste en 1908 et en 1914 l’ont donné au musée de l’Ermitage à Saint Petersbourg. Un compte rendu en russe (appelé Molivdovulov : kollekcìi Russkago arheologičeskago instituta vʺ Konstantinopolě) a été fait en 1908 pour décrire l’œuvre par M. Pavel Kokovtsov (1861–1942 - spécialiste des études hébraïques et de la sémitologie, fondateur de l'école de sémitologique de Saint-Pétersbourg, connu pour avoir apporté le premier tarif de Palmyre à la Russie. Il ne faut pas oublier qu'à Palmyre même à cette époque, il n'était pas possible d'organiser sa protection ni de la protéger, les autorités turques n'étant pas intéressées à préserver les antiquités de Palmyre). 
Il a rédigé pour la première fois sur ce buste dans « Sur l'archéologie et l'épigraphie de Palmyre. » Sa transcription en russe dans son ouvrage explique le lieu de la découverte et la datation de l’œuvre. Il explique que nous avons à faire à un des fondateurs de l’hypogée, il a retrouvé les sépultures en dehors de la ville vers le nord. Selon ses études, ils se trouvaient sur le sol de l’entrée de la chambre funéraire et dans lesquelles étaient représentés les visages qui y figuraient de sa famille. Il émit l’hypothèse que Hairan soit un fondateur grâce à la date de l’œuvre à droite à la dernière ligne  il y a écrit le mois Tebet 500 ce qui signifie que l’inscription est finalisé en 189 au mois de janvier (Calendrier ère séleucide) ou d’avril (calendrier de Palmyre)  
De plus avec la date il sait que ce sont les débuts de la croissance fulgurante de la cité c’est donc fort probable si la famille voulait être influente il fallait des vieilles hypogées. Enfin il émet une hypothèse dans le compte rendu: Il dit que Hairan était un paysan qui  « a eu l'honneur, à un moment ou à un autre, d'être le garde ou l'escorte mercenaire d'un général romain, Hairan devait naturellement y attacher beaucoup plus d'importance que les Romains. Il est certainement encore plus important que par la suite que sa mémoire soit honorée. »

## Description

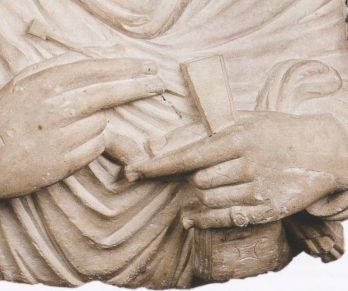
Les attributs d'Hairan.

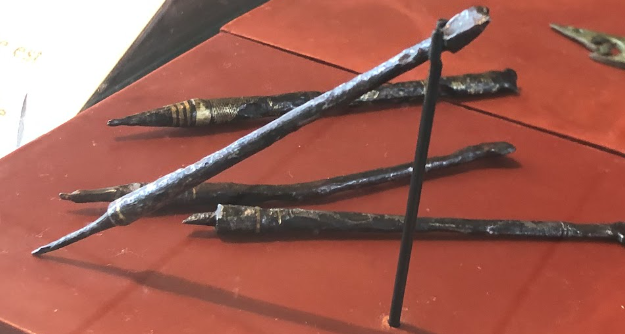
Stylus dans le musée de Vieux-la-Romaine.

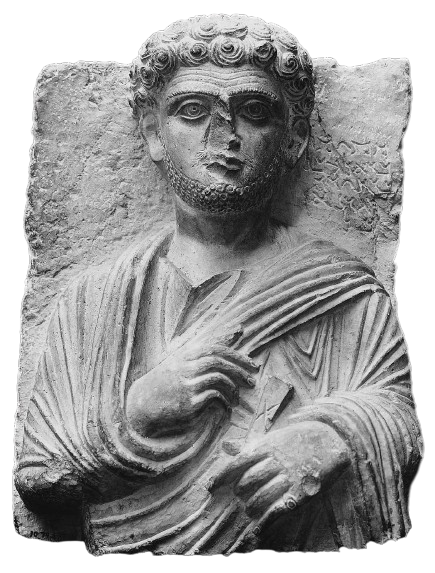
Moqimu petit fils de Hairan.

Le demi-buste est très détaillé avec une inscription complète palmyrène à droite et à gauche. Cette transcription est traduite dans le livre de Delbert Hillers et Cussini en 1996 appelé PAT (0649) pour Palmyrene Aramaic Texts s’appuyant sur le CIS∙Corpus inscriptionum Semiticarum (4292) de Charles Jean Melchior de Vogüé en 1954).

À droite en six lignes : 

« Hélas ! Hairan, / bénéficiaire, / fils de Borepha / fils de Hairan fils de  / Taibola. Au mois [Thebat]/ Tu as 500 ans » ; (à gauche, en trois lignes) : 'Lui et son père / [ont été enterrés] dans de la bosse (hypogée) / ceci (Ici).' »

Cette inscription en palmyrénien rédigée par le défunt lui-même et par son père offre un contraste intéressant et unique dans le dossier des bénéficiaires dit Jocelyn Nelis-Clément. A côté de son nom, de son patronyme et de celui de son père figure son titre, sous la forme d'une translittération en palmyrénien, b(e)n(e)f(i)q(i)j(a)ra. Dans cette région où le latin et surtout le grec représentaient les langues de la classe dominante, mais où la masse de la population locale continuait à s'exprimer dans différents dialectes sémitiques, les termes militaires et administratifs apparaissent fréquemment sous la forme de translittérations dans ces dialectes des formes hellénisées des titres latins (plutôt que du latin directement). L'inscription datée selon le système palmyrénien remonte au mois de janvier 189 p.C. Le champ épigraphique n'occupe qu'une part restreinte du monument, l'inscription se trouvant en retrait face à la représentation figurée du défunt.
L’homme est coiffé à la mode romaine à la barbe courte et avec moustache, vêtu d'une tunique à manches longues et d'un manteau à franges affichant des traits orientaux, qui était probablement un type de robe portée par les archers chameliers de Palmyre attaché par une fibule ronde décorée.  Dans sa main droite, le coude plié et appuyé contre sa poitrine, il tient le stylus avec ses doigts ; dans la main gauche - deux plaques étroites pliées ensemble ; il y a un anneau à l’auriculaire de la main gauche. Ce qui nous intéresse maintenant c’est pourquoi le représenter avec des instruments similaires. Le plus énigmatique dans ce rare bas-relief est le titre de bénéficiaire, de nombreuses interprétations sont possibles.Dans son essai de définition des beneficiarii Jocelyn Nelis-Clement, parle de Hairan et suppose qu’il était détaché à proximité d'un poste de douane  il se devait, dans le cadre de ses diverses fonctions, de contrôler le travail des douaniers, de faire en sorte d'une manière générale que la fraude et les détournements soient évités, et de faire régner l'ordre et la paix dans Palmyre. 
Selon Łukasz Sokolowski,Hairan est plus un administrateur militaire ; il dit Hairan qui a servi comme beneficiarius dans les forces auxiliaires stationnées à Palmyre. Il tient dans sa main droite un stylet avec lequel il semble écrire sur les passages dans l’entrée de la cité. C'est clairement une indication des fonctions associées aux structures romaines de l'administration militaire, et la capacité de lire et d'écrire au moins le grec était sans aucun doute une compétence nécessaire pour remplir ses fonctions. Le portrait funéraire de Hairan est une excellente preuve. que les membres ordinaires de la société gréco-romaine, souvent d'origine locale, utilisaient l'écriture manuscrite pour accomplir leurs tâches quotidiennes en marge du monde de l'Empire. 
Ramón Corzo Sánchez quant à lui parle des différentes interprétations de ces tablettes portés par nombre de buste palmyrénien il y a une signification juridique possible dans laquelle les personnages avec ces schedulae ou petites tablettes tiennent le document qui les accrédite comme ayant acquis les loculi ou niche occupées par leurs restes. Une autre interprétation suggère la préparation intellectuelle nécessaire pour entreprendre le chemin vers l'autre monde. Cette fréquence relative des instruments d'écriture et des supports dans les portraits funéraires palmyréniens a également été associée au caractère multilingue d'une ville qui a conservé son propre alphabet et sa propre langue, différents de l'araméen classique, mais qui a également fait un usage régulier du grec et a dû accepter le latin comme vecteur essentiel de communication à l'époque impériale. Hairan, quant à lui, est déclaré être un beneficiarius, un soldat à la retraite qui était employé sur des questions administratives liées à l'approvisionnement de l'armée ou, dans une manière plus générale, à la réglementation du commerce. 
Le schedula se compose de deux tablettes séparées et ouvertes, ce qui laisse penser qu'il ne s'agit pas de tablettes d'écriture, dont le contenu serait nécessairement limité, mais plutôt des deux côtés ou couvercles d'un étui destiné à conserver les stylets utilisés pour l'écriture. Le schedula est un terme utilisé par Ingholt le plus grand archéologue de Palmyre. C’est donc deux termes très floues et nous avons du mal à comprendre leur utilité mais tout le monde s’accorde sur cette version de l'académie royale danoise des sciences et des lettres. Le terme bénéficiaire est d'origine romaine dans l'inscription il est donné sans traduction, en transcription palmyro-araméen lettre par lettre. Le portrait d’Hairan est lié à l’administration militaire, il est un non-combattant. Il tient deux objets un stylet et un schedula qui font référence à son métier,,,.
Par la suite les  archéologues vont retrouvés après son pillage au XIXe siècle le petit fils de Hairan, Moqimu, il était dans le même hypogée que Hairan et sur l’inscription figure : le fils de Hairan, Elhabel et donc le grand père de Moqimu, Hairan lui-même. On peut voir un document qui peut faire penser que la famille n’a pas changé de secteur d’activité, du moins que le petit fils exercé la même profession que son grand père, de plus il porte tous deux une bague . Moqimu est exposé aux musées des beaux arts à Boston et Hairan à Saint-Pétersbourg dans la salle des arts de Palmyre avec six bustes à ses côtés.
Le bas relief d’Hairan est une énigme d’un part avec les attributs représentés mais aussi le métier qu’il exerçait. Plusieurs interprétations  sont possibles en particulier la plus plausible est qu’il soit un administrateur militaire à Palmyre et que ces objets font partie intégrante de son métier. Le rang de bénéficiaire devait être aussi prestigieux qu’un prêtre.